# Mittie D. Southerland
Mittie D. Southerland (geb. 23. November 1950 in Paducah, Kentucky) ist eine US-amerikanische Kriminologin, die bis 2003 als Professorin an der Murray State University (MSU) forschte und lehrte. 2001/02 amtierte sie als Präsidentin der Academy of Criminal Justice Sciences (ACJS).

## Werdegang und Wirken
Southerland machte 1972 ein Bachelor-Examen und 1973 den Master-Abschluss in Strafjustiz an der Eastern Kentucky University. Danach arbeitete sie ein Jahr als Justiz-Planerin für die Columbia Region Association of Governments in Portland (Oregon). Weitere drei Jahre war sie als Jugendberaterin für das Kentucky Department for Human Resources, Bureau for Social Services tätig. Dann wechselte sie als Dozentin an das College of Law Enforcement der Eastern Kentucky University (EKU). Dort wurde sie 1984 zur Ph.D. promoviert. An der EKU durchlief sie die akademischen Positionen bis zum Full Professor. Aus familiären Gründen wechselte sie 1995 an die MSU, wo sie bis 2003 als Professorin und Direktorin für den Lehrbereich Strafjustiz tätig war.
Der Titel ihrer bekanntesten Publikation ist: Workplace violence. A continuum from threat to death (1997).